# Caiac canoe la Jocurile Olimpice de vară din 2020 - K-1 1000 m masculin
Proba masculină de caiac K-1 1000 de metri de la Jocurile Olimpice de vară din 2020 a avut loc în perioada 2-3 august 2021 pe Sea Forest Waterway. 
La această probă vor participa 13 sportivi. Dintre aceștia, 6 vor fi selectați în urma Campionatului Mondial din 2019. Locurile rămase vor fi acordate după calificările regionale, precum și după Cupa Mondială din 2020. Dintre cele cinci regiuni, Europa va primi două locuri, iar celelalte vor primi câte unul. Japoniei i se va rezerva unul dintre locuri.

## Program
Orele sunt ora Japoniei (UTC+9) 
| Data                 | Timp | Etapă                         |
| -------------------- | ---- | ----------------------------- |
| Luni, 2 august 2021  | 9:30 | Calificări Sferturi de finală |
| Marți, 3 august 2021 | 9:30 | Semifinale Finala             |

## Rezultate

### Calificări
Primii doi din fiecare serie se califică în semifinale, ceilalți urmând a concura în sferturi de finală.

#### Seria 1
| Loc | Culoar | Canotor          | Țară          | Timp     | Note |
| --- | ------ | ---------------- | ------------- | -------- | ---- |
| 1   | 5      | Josef Dostál     | Cehia         | 3:37,342 | SE   |
| 2   | 7      | Thomas Green     | Australia     | 3:39,492 | SE   |
| 3   | 4      | Artuur Peters    | Belgia        | 3:41,967 | SF   |
| 4   | 3      | Maxim Spesivtsev | COR           | 3:42,888 | SF   |
| 5   | 6      | Simon McTavish   | Canada        | 3:43,512 | SF   |
| 6   | 2      | Kohl Horton      | Insulele Cook | 4:24,679 | SF   |

#### Seria 2
| Loc | Culoar | Canotor         | Țară      | Timp     | Note |
| --- | ------ | --------------- | --------- | -------- | ---- |
| 1   | 5      | Bálint Kopasz   | Ungaria   | 3:39,084 | SE   |
| 2   | 4      | Agustín Vernice | Argentina | 3:40,430 | SE   |
| 3   | 6      | Samuele Burgo   | Italia    | 3:43,746 | SF   |
| 4   | 3      | Étienne Hubert  | Franța    | 3:45,072 | SF   |
| 5   | 2      | Ali Aghamirzaei | Iran      | 3:48,609 | SF   |
| 6   | 7      | Roman Anoshkin  | COR       | 3:50,580 | SF   |

#### Seria 3
| Loc | Culoar | Canotor                 | Țară       | Timp     | Note |
| --- | ------ | ----------------------- | ---------- | -------- | ---- |
| 1   | 5      | Fernando Pimenta        | Portugalia | 3:40,323 | SE   |
| 2   | 4      | Peter Gelle             | Slovacia   | 3:42,131 | SE   |
| 3   | 3      | Jean van der Westhuyzen | Australia  | 3:46,186 | SF   |
| 4   | 2      | Guillaume Burger        | Franța     | 3:53,241 | SF   |
| 5   | 6      | Vagner Souta            | Brazilia   | 3:57,178 | SF   |

#### Seria 4
| Loc | Culoar | Canotor            | Țară     | Timp     | Note |
| --- | ------ | ------------------ | -------- | -------- | ---- |
| 1   | 5      | Aleh Yurenia       | Belarus  | 3:43,444 | SE   |
| 2   | 4      | Bojan Zdelar       | Serbia   | 3:45,074 | SE   |
| 3   | 3      | Lars Magne Ullvang | Norvegia | 3:47,253 | SF   |
| 4   | 2      | Tuva'a Clifton     | Samoa    | 4:11,029 | SF   |
| 5   | 6      | Amado Cruz         | Belize   | 4:13,080 | SF   |

#### Seria 5
| Loc | Culoar | Canotor        | Țară     | Timp     | Note |
| --- | ------ | -------------- | -------- | -------- | ---- |
| 1   | 4      | Jacob Schopf   | Germania | 3:39,504 | SE   |
| 2   | 2      | Ádám Varga     | Ungaria  | 3:39,650 | SE   |
| 3   | 5      | Zhang Dong     | China    | 3:40,955 | SF   |
| 4   | 3      | Saeid Fazloula | EOR      | 3:52,631 | SF   |
| 5   | 6      | Mohamed Mrabet | Tunisia  | 4:02,148 | SF   |

### Sferturi de finală
Primii doi din fiecare serie se califică în semifinale, ceilalți fiind eliminați.

#### Sfertul de finală 1
| Loc | Culoar | Canotor          | Țară          | Timp     | Note |
| --- | ------ | ---------------- | ------------- | -------- | ---- |
| 1   | 3      | Maxim Spesivtsev | COR           | 3:44,136 | SE   |
| 2   | 5      | Zhang Dong       | China         | 3:44,269 | SE   |
| 3   | 2      | Vagner Souta     | Brazilia      | 3:52,402 |      |
| 4   | 6      | Ali Aghamirzaei  | Iran          | 3:52,834 |      |
| 5   | 4      | Tuva'a Clifton   | Samoa         | 4:21,301 |      |
| 6   | 7      | Kohl Horton      | Insulele Cook | 4:39,138 |      |

#### Sfertul de finală 2
| Loc | Culoar | Canotor          | Țară   | Timp     | Note |
| --- | ------ | ---------------- | ------ | -------- | ---- |
| 1   | 4      | Artuur Peters    | Belgia | 3:45.712 | SE   |
| 2   | 5      | Samuele Burgo    | Italia | 3:45,993 | SE   |
| 3   | 2      | Roman Anoshkin   | COR    | 3:46,576 |      |
| 4   | 6      | Simon McTavish   | Canada | 3:52,467 |      |
| 5   | 3      | Guillaume Burger | Franța | 3:52,817 |      |
| 6   | 7      | Amado Cruz       | Belize | 4:15,262 |      |

#### Sfertul de finală 3
| Loc | Culoar | Canotor                 | Țară      | Timp     | Note |
| --- | ------ | ----------------------- | --------- | -------- | ---- |
| 1   | 4      | Jean van der Westhuyzen | Australia | 3:46,104 | SE   |
| 2   | 5      | Étienne Hubert          | Franța    | 3:46,274 | SE   |
| 3   | 3      | Lars Magne Ullvang      | Norvegia  | 3:49,830 |      |
| 4   | 2      | Saeid Fazloula          | EOR       | 3:52,614 |      |
| 5   | 6      | Mohamed Mrabet          | Tunisia   | 3:56,325 |      |

### Semifinale
Primii patru din fiecare semifinală se califică în Finala A, ceilalți urmând a disputa Finala B.

#### Semifinala 1
| Loc | Culoar | Canotor        | Țară     | Timp     | Note |
| --- | ------ | -------------- | -------- | -------- | ---- |
| 1   | 5      | Bálint Kopasz  | Ungaria  | 3:24,558 | FA   |
| 2   | 4      | Josef Dostál   | Cehia    | 3:25,387 | FA   |
| 3   | 3      | Jacob Schopf   | Germania | 3:25,586 | FA   |
| 4   | 1      | Zhang Dong     | China    | 3:26,246 | FA   |
| 5   | 7      | Artuur Peters  | Belgia   | 3:26,773 | FB   |
| 6   | 8      | Étienne Hubert | Franța   | 3:27,319 | FB   |
| 7   | 2      | Peter Gelle    | Slovacia | 3:28,255 | FB   |
| 8   | 6      | Bojan Zdelar   | Serbia   | 3:29,525 | FB   |

#### Semifinala 2
| Loc | Culoar | Canotor                 | Țară       | Timp     | Note |
| --- | ------ | ----------------------- | ---------- | -------- | ---- |
| 1   | 5      | Fernando Pimenta        | Portugalia | 3:22,942 | FA   |
| 2   | 2      | Ádám Varga              | Ungaria    | 3:23,634 | FA   |
| 3   | 3      | Thomas Green            | Australia  | 3:24,612 | FA   |
| 4   | 6      | Agustín Vernice         | Argentina  | 3:24,734 | FA   |
| 5   | 8      | Samuele Burgo           | Italia     | 3:25,673 | FB   |
| 6   | 4      | Aleh Yurenia            | Belarus    | 3:27,323 | FB   |
| 7   | 7      | Maxim Spesivtsev        | COR        | 3:27,372 | FB   |
| 8   | 1      | Jean van der Westhuyzen | Australia  | 3:28,287 | FB   |

### Finale

#### Finala B
| Loc | Culoar | Canotor                 | Țară      | Timp     | Note |
| --- | ------ | ----------------------- | --------- | -------- | ---- |
| 9   | 4      | Samuele Burgo           | Italia    | 3:26,169 |      |
| 10  | 5      | Artuur Peters           | Belgia    | 3:26,781 |      |
| 11  | 8      | Jean van der Westhuyzen | Australia | 3:26,955 |      |
| 12  | 6      | Aleh Yurenia            | Belarus   | 3:27,190 |      |
| 13  | 2      | Maxim Spesivtsev        | COR       | 3:27,909 |      |
| 14  | 7      | Peter Gelle             | Slovacia  | 3:28,240 |      |
| 15  | 3      | Étienne Hubert          | Franța    | 3:31,553 |      |
| 16  | 1      | Bojan Zdelar            | Serbia    | 3:31,689 |      |

#### Finala A
| Loc | Culoar | Canotor          | Țară       | Timp     | Note |
| --- | ------ | ---------------- | ---------- | -------- | ---- |
| 1   | 5      | Bálint Kopasz    | Ungaria    | 3:20,643 |      |
| 2   | 6      | Ádám Varga       | Ungaria    | 3:22,431 |      |
| 3   | 4      | Fernando Pimenta | Portugalia | 3:22,478 |      |
| 4   | 7      | Jacob Schopf     | Germania   | 3:22,554 |      |
| 5   | 3      | Josef Dostál     | Cehia      | 3:26,610 |      |
| 6   | 1      | Zhang Dong       | China      | 3:28,103 |      |
| 7   | 2      | Thomas Green     | Australia  | 3:28,360 |      |
| 8   | 8      | Agustín Vernice  | Argentina  | 3:28,503 |      |